# John Casper
John Howard Casper (Greenville, 9 juli 1943) is een voormalig Amerikaans ruimtevaarder. Casper zijn eerste ruimtevlucht was STS-36 met de spaceshuttle Atlantis en vond plaats op 28 februari 1990. Tijdens de missie werd een spionagesatelliet in een baan rond de aarde gebracht.
Casper maakte deel uit van NASA Astronaut Group 10. Deze groep van 17 astronauten begon hun training in 1984 en werden in juni 1985 astronaut. In totaal heeft Casper vier ruimtevluchten op zijn naam staan. In 1997 verliet hij NASA en ging hij als astronaut met pensioen. 